# HD 131399
HD 131399 ist ein junges Sternsystem im Sternbild Centaurus in einer Entfernung von etwa 350 Lichtjahren. Der massereichste Stern des Systems ist HD 131399 A, ein Hauptreihenstern der Spektralklasse A1. Bei den anderen beiden Sternen, HD 131399 B und HD 131399 C, handelt es sich um Hauptreihensterne der Spektralklassen G und K. Sie umkreisen als Doppelstern gemeinsam HD 131399 A mit einer Umlaufperiode von knapp 3600 Jahren.

## HD 131399 Ab
Im Jahr 2016 wurde die Entdeckung eines Exoplaneten publiziert, der den Stern HD 131399 A zu umkreisen schien und die systematische Bezeichnung HD 131399 Ab erhielt. Die entsprechende Untersuchung erfolgte durch direkte Beobachtung mit dem SPHERE-Instrument des Very Large Telescope an der Europäischen Südsternwarte in der chilenischen Atacamawüste. Später zeigte sich jedoch nach einer Untersuchung mit dem Gemini Planet Imager, dass die vermeintliche Entdeckung vermutlich auf einen Hintergrundstern zurückzuführen war.